# 3716 Petzval
3716 Petzval è un asteroide della fascia principale. Scoperto nel 1980, presenta un'orbita caratterizzata da un semiasse maggiore pari a 2,3969036 UA e da un'eccentricità di 0,2155368, inclinata di 2,52307° rispetto all'eclittica.